# Canthelea
Canthelea är ett släkte av fjärilar. Canthelea ingår i familjen mott.

## Dottertaxa tillCanthelea, i alfabetisk ordning[1]
- Canthelea abbreviata
- Canthelea africana
- Canthelea africanella
- Canthelea ancylosiformis
- Canthelea anpingialis
- Canthelea arcana
- Canthelea brevipalpata
- Canthelea complicata
- Canthelea concolorella
- Canthelea coriacelloides
- Canthelea crassa
- Canthelea derasella
- Canthelea ferrealis
- Canthelea flavicosta
- Canthelea furcilinea
- Canthelea gracilis
- Canthelea gratella
- Canthelea imitans
- Canthelea insolita
- Canthelea intermedia
- Canthelea koshunalis
- Canthelea lateritialis
- Canthelea laticostella
- Canthelea laxalis
- Canthelea nigricans
- Canthelea nigrinella
- Canthelea noncapillata
- Canthelea occidua
- Canthelea oegnusalis
- Canthelea ornata
- Canthelea ornatella
- Canthelea picta
- Canthelea plumbifasciata
- Canthelea pseudonatalensis
- Canthelea punctata
- Canthelea punctigera
- Canthelea roseocinctella
- Canthelea sacculata
- Canthelea saturatella
- Canthelea spiculata
- Canthelea stibiella
- Canthelea vansoni